# Década de 250 a.C.
Séculos: (Século IV a.C. – Século III a.C. – Século II a.C.)
Décadas: 300 a.C. 290 a.C. 280 a.C. 270 a.C. 260 a.C. – 250 a.C. – 240 a.C. 230 a.C. 220 a.C. 210 a.C. 200 a.C.
Anos: 259 a.C. – 258 a.C. – 257 a.C. – 256 a.C. – 255 a.C. – 254 a.C. – 253 a.C. – 252 a.C. – 251 a.C. – 250 a.C.